# Stade Poitevin FC
Stade Poitevin FC is een Franse voetbalclub uit Poitiers, opgericht in 1921. De club speelde vijf seizoenen in de Division 2: van 1970 tot 1974 en in het seizoen 1995/96. Sinds 2017 komt de club uit in de Championnat National 3.  

## Geschiedenis

### Begin
De club werd in 1921 opgericht als Sporting Club Poitevin. Nadat het in 1952 wegviel uit de Division d'Honneur van de Ligue du Centre-Ouest ging de club een fusie aan met Patronage des Écoles Publiques de Poitiers, waarna de club door het leven ging als Stade Poitevin PEPP. In 1963 promoveerde de club naar de CFA, het toenmalige hoogste amateurniveau in Frankrijk.

### Division 2
Toen de Division 2 in 1970 een open competitie werd, mocht de club toetreden tot het tweede Franse niveau. De club hield het er vier seizoenen uit en degradeerde in 1974 naar de Division 3. In 1988 degradeerde Poitevin zelfs naar de Division 4. 
In 1989 ruilde de club het Stade Paul-Rébeilleau in voor het Stade Michel-Amand. In het nieuwe stadion klom Poitevin weer op: in 1995 mocht de club na twee promoties op rij opnieuw aantreden in de Division 2. Ditmaal wist Poitevin het echter slechts een seizoen uit te zingen in de tweede Franse divisie, al eindigde het wel slechts door doelsaldo op een degradatieplaats.

### Financiële problemen
In het seizoen 1997/98 bereikte Poitevin de kwartfinale van de Coupe de la Ligue nadat het onderweg tweedeklassers OGC Nice en Nîmes Olympique en eersteklasser Le Havre AC uitschakelde. In de kwartfinale kreeg Bordeaux Poitevin pas klein na verlengingen. In de competitie behaalde Poitevin dat seizoen een zevende plaats in de Championnat National, maar vanwege financiële problemen werd de club teruggezet naar de CFA 2.

### Fusie met stadsgenoot
In 2003 werd Poitevin kampioen in zijn reeks, waardoor de club vanaf het seizoen 2003/04 mocht aantreden in de CFA. Later staken de financiële problemen echter weer de kop op, waardoor de club weer naar de Division d'Honneur werd teruggezet. Poitevin fuseerde daarop met stadsrivaal CEP Poitiers, waarna de club als Poitiers FC door het leven ging. De club maakte in 2009 zijn heropwachting in de CFA 2. In 2014 tuimelde het na een laatste plaats weer naar de Division d'Honneur. Drie jaar later keerde het terug naar het vijfde Franse niveau, dat voortaan Championnat National 3 heette.

### Terugkeer naar oude naam
Na afloop van het seizoen 2017/18, waarin de club negende op veertien clubs eindigde in de Championnat National 3, nam de club met Stade Poitevin Football Club een naam aan die weer aanleunde bij de oorspronkelijke naam.

## Naamswijzigingen
- 1921 – opgericht als Sporting Club Poitevin
- 1952 – Stade Poitevin PEPP
- 2003 – Stade Poitevin Football
- 2006 – Poitiers Foot 86
- 2007 – Poitiers FC
- 2018 – Stade Poitevin Football Club

## Bekende (ex-)spelers
- Ferdinand Coly
- Mohamed Dahmane
- Fritz Emeran
- Tomasz Frankowski
- Guy Roux

## Bekende (ex-)trainers
- Lionel Charbonnier